# Lengyelfalva (Szlovákia)
Lengyelfalva (szlovákul: Košická Polianka) község Szlovákiában, a Kassai kerület Kassa-környéki járásában.

## Fekvése
Kassától 10 km-re délkeletre, a Tarca bal partján fekszik.

## Története
1334-ben „Lengenfalua” néven említik először. A későbbi középkori említései során is többnyire „Lengenfalua”, illetve „Lengenfalwa” alakban szerepel. Az Aba nemzetség birtoka volt, majd mivel az Aba nembeli László fia Domonkos fiú utód nélkül halt meg, 1335-ben Károly Róbert hívének, Drugeth Vilmosnak adta. 1337-ben az abaszéplaki apátság határleírásában „Byster” falu szomszédjaként említik a települést. 1415-ben Luxemburgi Zsigmond a birtokot Czudar Péternek adományozta. 1424-ben említik a falu templomát és papját is. 1427-ben 26 portát számláltak a faluban, ami mintegy 130 lakost jelenthetett. Birtokosai a Czudar, Perényi, Palásthy és Wieland családok voltak. 1508-ban rövid időszakra Kassa városáé lett, majd az abaszéplaki apátságé. 1553-ban már csak négy porta állt a településen. Az 1565-ös tizedjegyzék arról tanúskodik, hogy ekkor 11 jobbágy és 2 zsellércsalád élt a faluban. 1598-ban 18 háza volt. 1740-ben a régi, Palásthy Ferenc által építtetett temploma leégett, helyére kisebb templom épült.
A 18. század végén Vályi András így ír róla: „LENGYELFALVA. Magyar falu Abaúj Várm. földes Ura Palásti Uraság, lakosai katolikusok, fekszik Tarcza vize mellett, határja jó, vagyonnyai külömbfélék, Kassa Városához nem messze van.”
A 18. században malma is volt, melyet az 1888-as árvíz pusztított el. Lakói mezőgazdasággal, vaskohászattal, gyümölcstermesztéssel, fuvarozással foglalkoztak. Korábbi iskoláját 1810-ben építették, ami a mai iskola helyén állt. A 19. század második felétől szeszfőzde is üzemelt a községben.
Fényes Elek 1851-ben kiadott geográfiai szótárában így ír a faluról: „Lengyelfalva, (Polyánka), tót falu, Abauj vmegyében: 468 kath., 2 evang., 62 ref., 26 zsidó lak. Kath. paroch. templom. Termékeny határát némellykor a Tarcza vize kárositja. F. u. többen. Ut. posta Kassa 2 mfd.”
Borovszky Samu monográfiasorozatának Abaúj-Torna vármegyét tárgyaló része szerint: „Keletre, a Kassai-hegy túloldalán, a Tárcza mellett következő kisközségek fekszenek: [...] Lengyelfalva, 75 házzal, 518 tót lakossal. Határában bronzkori emlékeket találtak.”
A trianoni diktátumig Abaúj-Torna vármegye Kassai járásához tartozott, majd az új csehszlovák államhoz csatolták. 1938 és 1945 között ismét Magyarország része.

## Népessége
| Év:            | 1994. | 2004.   | 2014.    | 2024.   |
| -------------- | ----- | ------- | -------- | ------- |
| Emberek száma: | 906   | 912     | 1007     | 1066    |
| Eltérés:       |       | +0,66 % | +10,41 % | +5,85 % |

| Év:            | 2023. | 2024.   |
| -------------- | ----- | ------- |
| Emberek száma: | 1063  | 1066    |
| Eltérés:       |       | +0,28 % |

1746-ban 80 lakosa volt, többségben reformátusok, vegyesen magyarok és szlovákok.
1910-ben 583-an, többségében szlovákok lakták, jelentős magyar kisebbséggel.
2001-ben 914 lakosából 887 szlovák volt.
2011-ben 973 lakosából 716 szlovák és 52 roma.

## Nevezetességei
- Nagyboldogasszony tiszteletére szentelt, római katolikus temploma 1875-ben épült.
- Itt született és itt is halt meg Tóth András, aki  az 1880-as években az Egyesült Államokba emigrált a családja megélhetése érdekében, majd 1891. január 1-jén a pennsylvaniai Braddockban található J. Edgar Thomson acélműben kialakult zavargások során gyilkosság gyanújába keveredett. Az egyik munkavezető halálát követően ártatlanul gyanúsították meg azzal, hogy része volt a cselekményben, majd halálra ítélték, amit később életfogytiglani börtönre enyhítettek. Ártatlanságára csak a valódi tettes halálos ágyán tett vallomása után, 1911-ben derült fény. Ezután szabadult, közel húsz év után, és tért vissza Lengyelfalvára, ahol haláláig élt. [6] Az eset hatására indult el az Egyesült Államokban az a mozgalom, mely az ártatlanul elítélt emberek kártalanítását biztosította.

## Megjegyzés
Szintén Lengyelfalvának hívták 1899-ig az Erdélyben található Székelylengyelfalvát